# 費古斯利半島

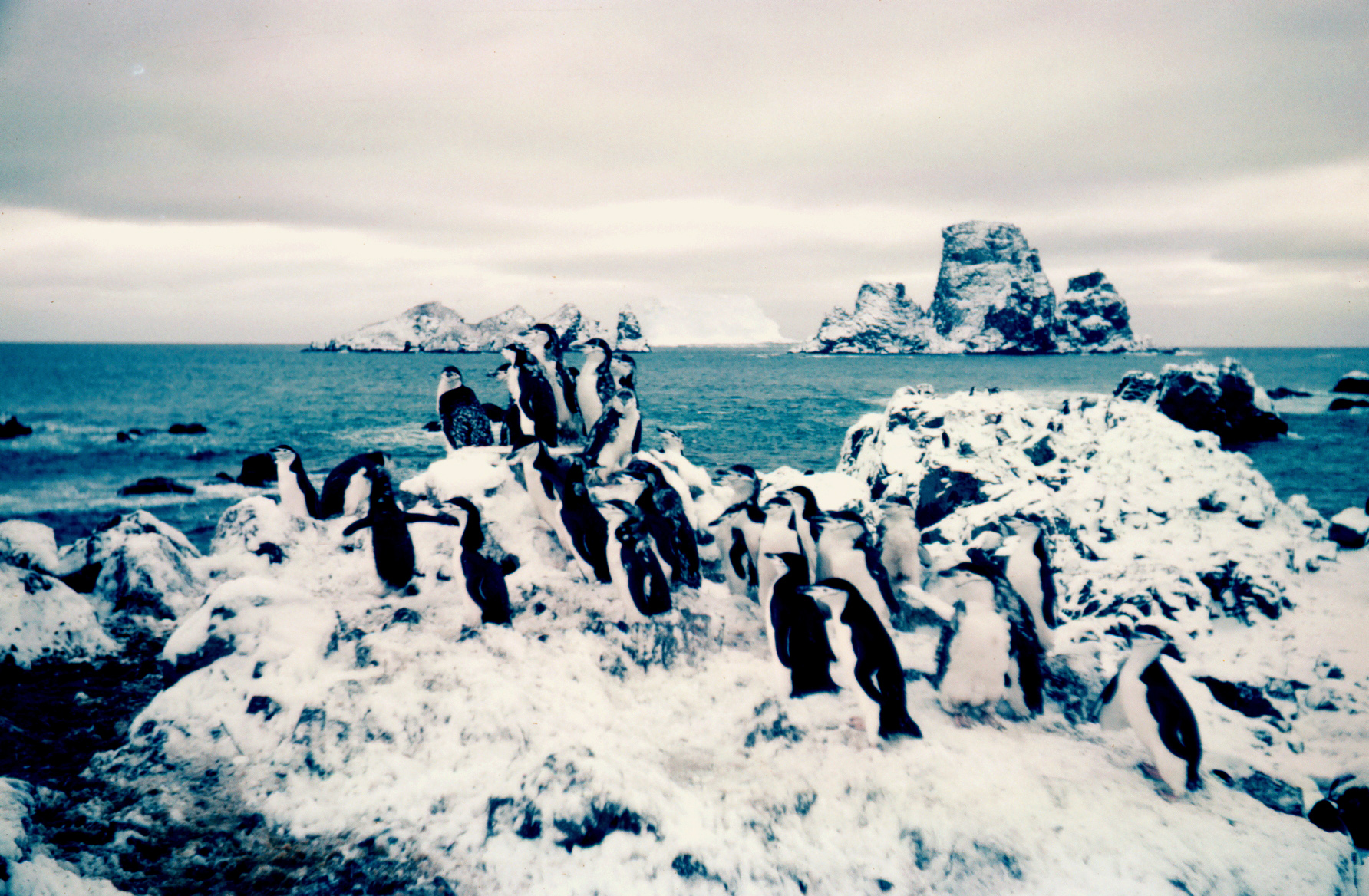

費古斯利半島是南極洲的半島，位於南奧克尼群島的勞里島北岸，處於布朗斯灣和麥獨孤灣之間，長2.4公里，該半島在1903年由蘇格蘭的探險隊繪入地圖，該地區被國際鳥盟列為重點鳥區，是約12,000雙南極企鵝的棲息地。
60°43′S 44°34′W / 60.717°S 44.567°W